# Coleophora pisella
Coleophora pisella é uma espécie de mariposa do gênero Coleophora pertencente à família Coleophoridae.